# Bayerwaldbäche um Schöllnach und Eging am See
Bayerwaldbäche um Schöllnach und Eging am See este o arie protejată (arie specială de conservare — SAC, sit de importanță comunitară — SCI) din Germania întinsă pe o suprafață de 409,44 ha, integral pe uscat.

## Localizare
Centrul sitului Bayerwaldbäche um Schöllnach und Eging am See este situat la coordonatele 48°44′30″N 13°15′31″E / 48.7417°N 13.2586°E.

## Înființare
Situl Bayerwaldbäche um Schöllnach und Eging am See a fost declarat sit de importanță comunitară în martie 2001 pentru a proteja 8 specii de animale. Situl a fost protejat și ca arie specială de conservare în aprilie 2016.

## Biodiversitate
Situată în ecoregiunea continentală, aria protejată conține 6 habitate naturale: Cursuri de apă de la nivel de câmpie la nivel montan, cu vegetație Ranunculion fluitantis și Callitricho-Batrachion, Liziere de ierburi înalte hidrofile de câmpie și de nivel montan până la alpin, Fânețe de joasă altitudine (Alopecurus pratensis, Sanguisorba officinalis), Pante stâncoase silicioase cu vegetație casmofită, Păduri pe pante, grohotișuri și ravene de Tilio-Acerion, Păduri aluvionare cu Alnus glutinosa și Fraxinus excelsior (Alno-Padion, Alnion incanae, Salicion albae).
La baza desemnării sitului se află mai multe specii protejate:
- păsări (1): pescăruș albastru (Alcedo atthis)
- mamifere (1): vidră de râu (Lutra lutra)
- nevertebrate (5): phengaris nausithous (Maculinea nausithous), Maculinea teleius, Margaritifera margaritifera, Ophiogomphus cecilia, Unio crassus
- pești (1): Eudontomyzon vladykovi